# Inés Faddi Id Guedouz
Inés Faddi Id Guedouz   (Saragossa, 3 d'abril de 2001) és una futbolista que juga com a migcampista a l'AEM Lleida de la Primera Federació procedent del Granada CF, on va romandre-hi tres temporades. Tot i haver nascut a Saragossa, juga a la selecció femenina del Marroc amb què va debutar el 14 de juny de 2021 al minut 80 en una victòria per 3-2 contra la selecció de Mali.